# Лабіно (Бабаєвський район)
Лабіно — сільце в Бабаєвському районі Вологодської області Росії.
Входить до складу Вепського національного сільського поселення (з 1 січня 2006 року по 13 квітня 2009 року входила до складу Комонівського сільського поселення).

## Розташування
Відстань по автодорозі до районного центру Бабаєво — 100 км, до центру муніципального утворення села Тімошино по прямій — 9 км. Найближчі населені пункти — с. Гридіно, с. Васіно, с. Саутіно. Станом на 2002 рік постійне населення відсутнє.